# 金青基
金青基（キム・チョンギ、1941年4月18日 - ）は、韓国の男性アニメーション監督、特撮映画監督。

## 概要
金の監修したアニメ映画は、1970～80年代における韓国アニメーション史において重要な位置づけにあるとされている作品で、20～30代の韓国人男性の間では知名度が高く、韓国アニメ界の偉人と評価されている。特撮作品ウレメシリーズ監督としても知られている。その一方で近年の日本文化規制緩和やインターネットの普及により日本作品からの数々の盗作点が認知され、両国からも決して金や金の監督した作品についての批判の声は少なくはないが、これは作品の完成度への不満というわけではなく、決して作品の内容が悪いわけではない。また盗作という意見に対して、金は抗えない影響は受けたものの盗作とは認識していないと語っている。日本では、金青瓦、金青基の2種の漢字表記が用いられているがどちらが正しいのか不明のままである。

## 主な参加作品
- 「ロボットテコンV」（로보트태권V）（1976）
- 「ロボットテコンV宇宙作戦」（로보트태권V 우주작전）（1976）
- 「ロボットテコンV水中特攻隊」（로보트태권V 수중특공대）（1977）
- 「黄金翼1.2.3」（황금날개 123）(1978)
- 「ロボットテコンVと黄金翼の対決」（로보트태권V와 황금날개의 대결）（1978）
- 「飛べ！宇宙戦艦ムサシ(テコンＶ外伝)」（날아라! 우주전함 거북선）（1979）
- 「惑星ロボット サンダーA」(흑성 로보트 썬더 A)   (1981)
- 「超合金ロボット ソーラー1.2.3」(초합금 로보트 쏠라 1.2.3)   （1982）
- 「スーパーテコンV」（슈퍼태권V）（1982）
- 「スペースガンダムV」(스페이스 간담 V)   （1983）
- 「テコンV'84」（'84 로보트태권V）（1984）
- 「ウレメ1」（외계에서 온 우뢰매）(1986)
- 「ウレメ2」（외계에서 온 우뢰매 2）(1986)
- 「スーパー洪吉童」（슈퍼 홍길동）(1987)
- 「ウレメ3」（외계에서 온 우뢰매 전격쓰리작전）(1987)
- 「ウレメ4」（우뢰매 4탄 썬더브이 출동）(1987)
- 「ウレメ5」（뉴머신 우뢰매）(1988)
- 「供紹導師とスーパー洪吉童」（공초도사와 슈퍼 홍길동 제2탄）(1988)
- 「スーパー洪吉童３」（슈퍼 홍길동 3）(1989)
- 「ウレメ6」（제3세대 우뢰매 6）(1989)
- 「テコンV'90」（로보트 태권브이 90）（1990）
- 「ウレメ7」(1992)
- 「ウレメ8」(1993)
- 「王妃エスタ」（왕후 에스더）(1996)